# 환태평양 전략적 경제 동반자 협정

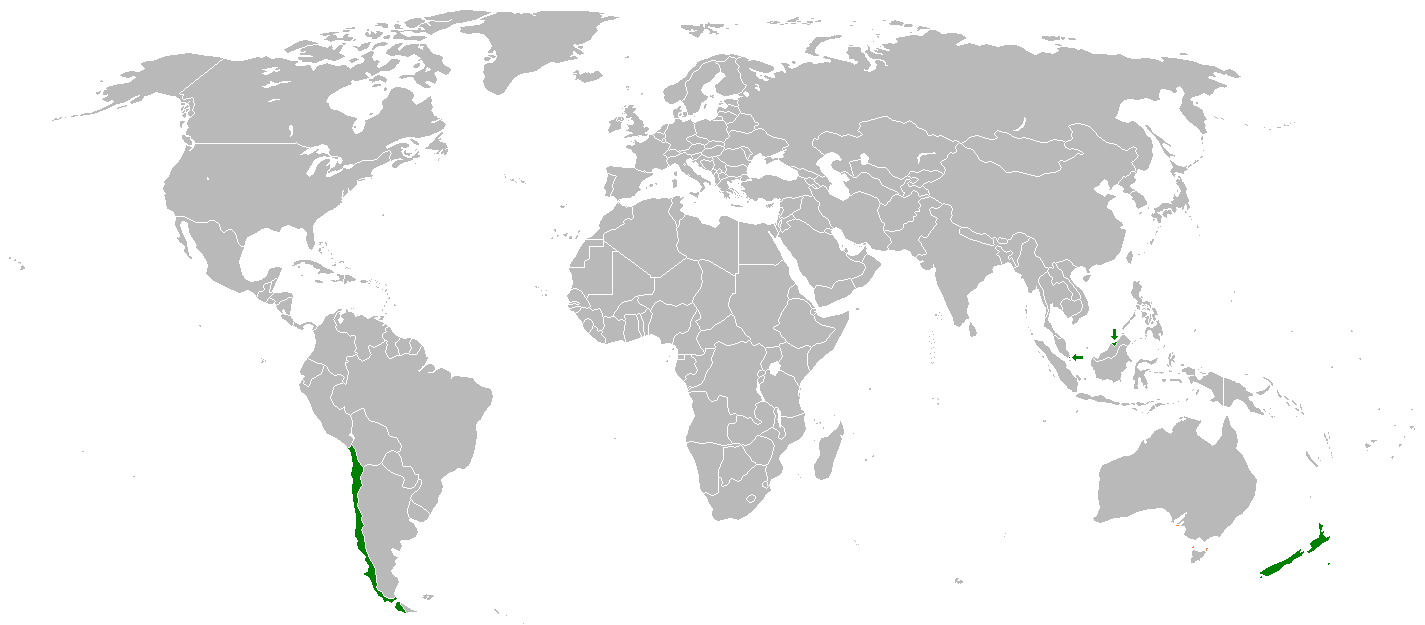
환태평양 전략적 경제 동반자 협정에 참여한 4개국의 위치.

환태평양 전략적 경제 동반자 협정(영어: Trans-Pacific Strategic Economic Partnership Agreement, TPSEP)은 P4라고도 알려져 있으며, 다양한 경제 정책 문제와 관련한 환태평양 4개국 간 무역협정이다. 브루나이, 칠레, 싱가포르, 뉴질랜드가 2005년에 이 협정에 서명했으며, 2006년에 발효되었다. 이 협정은 상품 무역, 원산지 규정, 무역구제, 위생 및 식물 위생 조치, 무역에 대한 기술 장벽, 서비스 무역, 지적 재산권, 정부 조달 및 경쟁 정책에 영향을 미치는 종합 무역 협정이다. 무엇보다도, 이 협정은 2006년 1월 1일까지 회원국 간 모든 관세의 90%를 줄이고 2015년까지 모든 무역 관세를 0으로 낮출 것을 촉구했다.

## 이전 협정
2001년까지 뉴질랜드와 싱가포르는 뉴질랜드와 싱가포르 간 긴밀한 경제 동반자 관계에 관한 협정(NZSCEP)을 체결했다. 이로써 NZSCEP를 기반으로 하는 환태평양 전략 경제 동반자 협정이 수립되었다.

## 협상
2002년 멕시코 로스카보스에서 열린 아시아 태평양 경제 협력체 (APEC) 정상회의에서 헬렌 클라크 뉴질랜드 고촉통 싱가포르 총리, 리카르도 라고스 칠레 대통령은 태평양 3자 경제동반자협정(P3- CEP)과 관련해 긴밀한 협상을 시작했다.
브루나이는 5차 회담이 열리기 전인 2005년 4월, 본격적인 협상에 참가해 최종 협상에 들어갔다. 그 후 협정은 환태평양 경제 동반자 협력 체제(TPSEP, Trans-Pacific Strategic Economic Partnership Agreement 또는 Pacific-4)로 이름이 변경되었다. 2005년 6월 3일, 브루나이, 칠레, 뉴질랜드, 싱가포르가 환태평양 전략적 경제 동반자 협정(TPSEP 또는 P4) 협상을 체결했으며, 협정은 뉴질랜드와 싱가포르는 2006년 5월 28일, 브루나이는 2006년 7월 12일, 칠레는 2006년 11월 8일에 발효되었다.
TPSEP 협정에는 가입 조항이 포함되어 있고, 회원국들의 "다른 국가가 이 협정에 가입하도록 장려하는 책무"를 단언했으나 그러한 가입은 이루어지지 않았다. 그러나 4개국 모두 환태평양 경제 동반자 협정(TPP) 협상에 참여했으며, 2015년에 8개국이 추가로 참여하여 합의에 도달했다.
TPSEP(TPP, TPSEP가 확장되어 출범)는 APEC 이니셔티브가 아니다. 하지만, TPP는 제안된 APEC 이니셔티브인 아시아 태평양 자유무역지대(FTAAP)의 선구자로 여겨지고 있다.

## 같이 보기
- 환태평양 경제 동반자 협정
- 태평양 동맹
- 원산지 규정
- 시장 접근
- 자유 무역 협정
- 관세